# Blackburn Botha
Blackburn Botha byl britský dvoumotorový torpédový bombardér a námořní průzkumný letoun užívaný ve druhé světové válce.

## Vývoj
Vývoj letounu spadá do roku 1935, kdy si tento stroj objednalo britské ministerstvo letectví. Koncem roku 1936 byla přijata zakázka na 442 těchto letounů. První prototyp (L6104), který byl zároveň prvním sériovým kusem, vzlétl 28. prosince 1938 z letiště Brough. Vzlet druhého prototypu Blackburn B.26 Botha Mk.I (L6105) následoval 7. června 1939. Oba prototypy poháněla dvojice motorů Bristol Perseus X o výkonu po 656 kW.

## Nasazení
Letouny obdržela v druhé polovině roku 1940 608. (North Riding) squadrona Coastal Command se základnou v Thornaby a 502. squadrona Coastal Command RAF. Zajímavostí ovšem je, že stroje k tomu, k čemu byly původně hlavně určeny – tedy k torpédování – nikdy nevzlétly. Letouny byly pro svou zastaralost a špatnou koncepci od 6. listopadu 1940 určeny k výcviku osádek, např. u 3. letecké školy všeobecného průzkumu ve Squire’s Gate, 2. bombardovací a střelecké škole dislokované v Miltonu a 3. a 11. škole radistů RAF v Prestwiku a Hootom Parku, k vlečení vzdušných terčů a jako spojovací letadla.

## Specifikace

Blackburn Botha

### Technické údaje
- Posádka: 4
- Rozpětí: 18,00 m
- Délka: 15,56 m
- Výška: 4,46 m
- Nosná plocha: 48,19 m²
- Hmotnost prázdného letounu: 5465 kg
- Vzletová hmotnost: 8 376 kg
- Pohonná jednotka: 2× hvězdicový vzduchem chlazený devítiválec Bristol Perseus XA
  - Výkon motoru: 694 kW

### Výkony
- Maximální rychlost: 354 km/h
- Dostup: 5570 m
- Dolet: 2043 km

### Výzbroj
- 1 × pevný kulomet Vickers ráže 7,7 mm v přídi
- 2 × pohyblivý kulomet Browning Mk.II ráže 7,7 mm ve hřbetní střelecké věži Frazer-Nash FN 7
- 908 kg pum či torpédo Mk.XII, nebo Mk.XI